# Hillsdale County
Hillsdale County är ett administrativt område i delstaten Michigan, USA. År 2010 hade countyt 46 688 invånare. Den administrativa huvudorten (county seat) är Hillsdale.

## Geografi
Enligt United States Census Bureau har countyt en total area på 1 572 km². 1 551 km² av den arean är land och 21 km² är vatten.

### Angränsande countyn
- Jackson County - nordost
- Calhoun County - nordväst
- Lenawee County - öst
- Branch County - väst
- Fulton County, Ohio - sydost
- Williams County, Ohio - syd
- Steuben County, Indiana - sydväst

### Orter
- Allen
- Camden
- Hillsdale (huvudort)
- Jonesville
- Litchfield
- Montgomery
- North Adams
- Reading
- Waldron